# Lounge
La lounge music, a cui ci si riferisce anche con il termine italiano musica lounge o più semplicemente con il solo lounge, è un genere musicale ascrivibile alla tradizione popolare dell'easy listening, che ha origine negli anni cinquanta e negli anni sessanta. Tale genere musicale ha spesso l'intenzione di evocare negli ascoltatori la sensazione di essere in un posto tranquillo quali giungla, isole paradisiache o altri spazi, utilizzando temi tranquilli.

## Storia
Lounge è una parola inglese, che letteralmente significa atrio, sala d'attesa o salotto, ed è il nome attribuito a questo tipo di musica, che veniva trasmessa come sottofondo nelle hall degli alberghi e nei locali più raffinati, in occasioni mondane in cui si consuma un drink tra una chiacchiera e l'altra. Sua parente lontana, ma da non confondersi, è la cosiddetta 'muzak' che consiste piuttosto in un easy listening di sottofondo per grandi magazzini, sale d'attesa, e, negli Stati Uniti d'America, per ascensori di grandi edifici. Lounge è invece la musica tipica dei film di spionaggio o alla James Bond, ma anche quella che negli anni settanta ha anche sconfinato nelle atmosfere dei film di fantascienza (space lounge). Padre di questo genere musicale dovrebbe essere considerato il musicista messicano Juan García Esquivel, tuttavia sono molti gli artisti e compositori di culto fonte di ispirazione per DJ e produttori, tra i tanti Ennio Morricone, Piero Umiliani, Les Baxter.
La parola lounge, di origine inglese, ha anche altri significati, come quelli di "godersi il relax", "girovagare", "perdere tempo", ed è sia verbo che aggettivo. Questi significati si riferiscono allo stile di vita di quelle persone che frequentano una certa tipologia di locali, in cui l'estetica ed il personale sono stati studiati al fine di mettere i clienti a proprio agio e farli rilassare. Seguendo questa interpretazione, lounge andrebbe a denotare un tipo particolare di movida.

## Caratteristiche
Lounge non indica un genere ben definito. Si tratta comunque sempre di dischi jazz, R'n'B, soul e, con la rivoluzione dell'elettronica, sono subentrati anche altri generi come acid jazz e ambient, portando con sé molte contaminazioni e commistioni; dal punto di vista dei suoni, poche sono quindi le caratteristiche univoche, se non, forse, l'assenza di aggressività e la morbidezza dei ritmi, finalizzati a formare un tappeto sonoro che permetta all'ascoltatore di fare altro.